# Johnny Palacios
Johnny Eulogio Palacios Cacho (La Ceiba, 20 de dezembro de 1986) é um ex-futebolista profissional hondurenho.

## Carreira
Foi chamado para a Copa do Mundo de 2010 junto com o irmão Wilson Palacios. Outro irmão, Jerry Palacios, seria chamado posteriormente, para substituir o lesionado Julio César de León, ocasionando o primeiro caso de três irmãos em Copas do Mundo.

### Rio 2016
Palacios fez parte do elenco da Seleção Hondurenha de Futebol nas Olimpíadas de 2016, sendo um dos jogadores acima da idade olímpica.